# Tourville-sur-Arques
Tourville-sur-Arques is een gemeente in het Franse departement Seine-Maritime in de regio Normandië en telt 1080 inwoners (1999). De plaats maakt deel uit van het arrondissement Dieppe.
In de gemeente ligt het 16e-eeuwse Kasteel van Miromesnil, waar schrijver Guy de Maupassant geboren werd.

## Geografie
De oppervlakte van Tourville-sur-Arques bedraagt 5,9 km², de bevolkingsdichtheid is 183,1 inwoners per km². De plaats ligt aan de Arques, die 6 km verder uitmondt in zee in Dieppe.
De onderstaande kaart toont de ligging van Tourville-sur-Arques met de belangrijkste infrastructuur en aangrenzende gemeenten.

## Demografie
Onderstaande figuur toont het verloop van het inwonertal (bron: INSEE-tellingen).